# Milorad Šutulović
Milorad Šutulović (in montenegrino Милорaд Шутуловић; Titograd, 8 dicembre 1990) è un ex cestista montenegrino.

## Carriera
Con il Montenegro ha disputato i Giochi del Mediterraneo di Pescara 2009.

## Palmarès
- Campionato montenegrino: 1

Budućnost: 2008-09
- Coppa del Montenegro: 1

Budućnost: 2009
- Coppa di Slovenia: 1

Union Olimpija: 2010
- Coppa di Bosnia ed Erzegovina: 1

Igokea Partizan: 2013